# Szent Ilona címere

Szent Ilona címere

Szent Ilona címere egy kék színű pajzs, mely egy vitorláshajót ábrázol a kék tengeren, két parti szikla mellett. A hajó tatján az angol zászló lobog. A pajzsfő arany, melyen a sziget őshonos madara, a Szent Ilona-szigeti lile látható. A címerpajzsot díszítőelemek övezik, tetején Szent Ilona található bal kezében kereszt, a másikban virágot tartva. Alul egy szalagon a mottó olvasható. (A zászlón a címerpajzsot a díszítőelemek nélkül ábrázolják.)